# グリマルディ家

グリマルディ家の紋章。現在のモナコの国旗はこの赤と白のチェック柄の紋様に由来する

グリマルディ家（イタリア語: Famiglia Grimaldi, フランス語: Maison Grimaldi）は、ジェノヴァ出身の貴族の家系。

## 歴史
グリマルディ家の祖先として最も早く歴史に名が出てくるのは、1133年にジェノヴァ共和国のコンスルを務めたオットーネ・カネッラであった。
その孫のオベルトが自らの父グリマルド（オットーネの末子）にちなんで「グリマルディ」の名を用いるようになった。
政治的に不安定だったジェノヴァの支配権をめぐって、他の有力な貴族家であるフィエスキ家、ドーリア家、スピノラ家らと対立し、激しく争った。1297年にモナコの統治者となり、近傍のマントンも領した。
16世紀、ジェノヴァに白の宮殿とドーリアトゥルシ宮殿、スピノラ宮を次々と建造するなど勢力を誇った。
1731年にモナコ公アントワーヌ1世が死去するとグリマルディ家の正嫡男系は断絶し、その娘婿となったゴワイヨン・ド・マティニョン家のジャック1世がグリマルディ家の諸権利を引き継いだ。その最も重要な支流は現在モナコ公国を統治している。